# روبرت غرابز
روبرت غرابز هو كيميائي أمريكي ولد في 27 فبراير 1942.
هو بروفسور في معهد كاليفورنيا للتكنولوجيا، درس الكيمياء في جامعة فلوريدا وتحصل على دكتوراه من جامعة كولومبيا.قضى سبع سنوات في جامعة ستانفورد ثم عين في جامعة ميشيغان وانتقل سنة 1978 إلى معهد كاليفورنيا للتكنولوجيا.
تحصل في سنة 2005 على جائزة نوبل في الكيمياء مع الفرنسي ايف شوفان والأمريكي ريتشارد شروك لتطويرهم طريقة التفاعل الكيميائي في التركيبات العضوية، بحسب قول لجنة نوبل. وأوضحت اللجنة «الفائزين بجائزة نوبل للكيمياء هذه السنة جعلوا من التفاعل الكيميائي أحد أهم التفاعلات في التركيبات العضوية. وقد وفر ذلك فرصا رائعة لإنتاج الكثير من الجزيئات في مجال صناعة الأدوية على سبيل المثال».
حصل غرابز أيضًا على وسام بنجامين فرنكلن في الكيمياء سنة 2000.

## وصلة خارجية
- روبرت غرابز على موقع الموسوعة البريطانية (الإنجليزية)
- روبرت غرابز على موقع مونزينجر (الألمانية)
- روبرت غرابز على موقع إن إن دي بي (الإنجليزية)
- صفحته الخاصة على موقع معهد كاليفورنيا
- خبر حصول العالم على جائزة نوبل